# Sandile Gamedze
Sandile Gamedze (ur. 3 grudnia 1994) – suazyjski piłkarz grający na pozycji pomocnika. Jest wychowankiem klubu Young Buffaloes FC.

## Kariera klubowa
Swoją karierę piłkarską Gamedze rozpoczął w klubie Young Buffaloes FC. W 2015 roku zadebiutował w jego barwach w suazyjskiej pierwszej lidze. Wraz z Young Buffaloes wywalczył mistrzostwo kraju w sezonie 2019/2020 oraz cztery wicemistrzostwa w sezonach 2016/2017, 2017/2018, 2020/2021 i 2022/2023. Zdobył też dwa Puchary Eswatini w latach 2017 i 2018.

## Kariera reprezentacyjna
W reprezentacji Eswatini Gamedze zadebiutował 27 marca 2018 w zremisowanym 0:0 towarzyskim meczu z Seszelami.